# Chemin de Fer

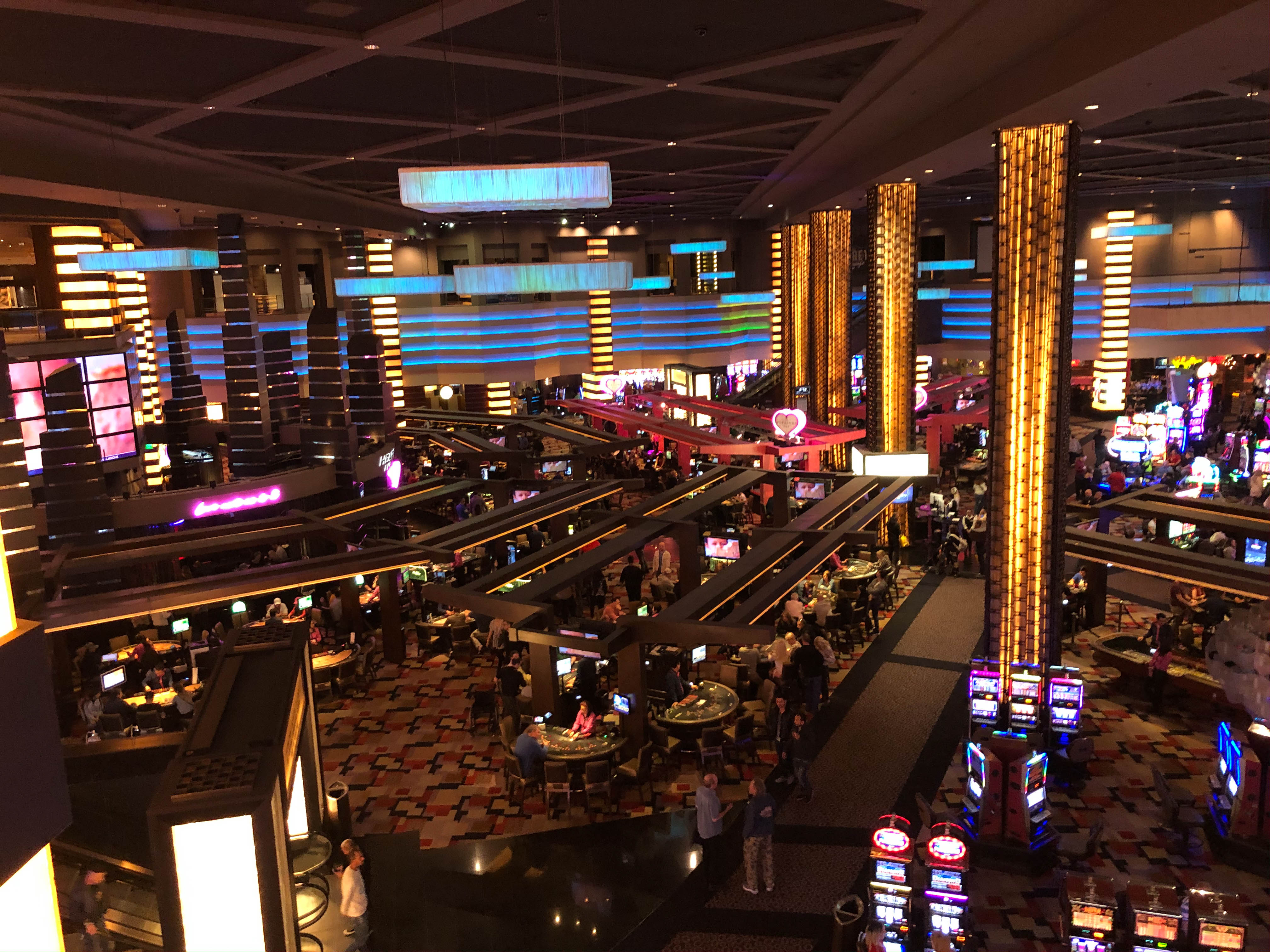
Casino at the Aria, en Las Vegas

El Chemin de Fer es un juego de casino. 
Se trata de una variante avanzada de bacará, en la que la banca pasa de un jugador a otro.
Se juega con 6 barajas francesas de las que se quitan los comodines. Un jugador empieza como banca. Los demás juegan contra la banca.

## Puntuación
Las figuras valen 0 puntos. las demás cartas su valore nominal. La suma de las cartas (quitando las decenas) dan la puntuación final. Con dos cartas, por ejemplo un 8 y un 7 se obtienen 8+7=15, que una vez quitada la decena se convierte en 5.